# Vorwahlergebnisse der Senatswahl in den Vereinigten Staaten 1920
Diese Seite führt die Ergebnisse der Vorwahlen zur Senatswahl in den Vereinigten Staaten 1920 auf.

## Ergebnisse

### Arizona
| Kandidat             | Amt                        | Stimmen | Anteil |
| -------------------- | -------------------------- | ------- | ------ |
| Marcus A. Smith      | Amtsinhaber                | 10.910  | 37,1 % |
| Rawghlie C. Stanford | Richter in Maricopa County | 8.409   | 28,6 % |
| Albinus A. Worsley   |                            | 7.474   | 25,4 % |
| John W. Norton       |                            | 2.651   | 9,0 %  |

| Kandidat         | Amt                                                                   | Stimmen | Anteil |
| ---------------- | --------------------------------------------------------------------- | ------- | ------ |
| Ralph H. Cameron | Ehemaliger Delegierter des Arizona-Territoriums im Repräsentantenhaus | 4.587   | 40,7 % |
| E. S. Clark      | Ehemaliger Attorney General des Arizona-Territoriums                  | 3.941   | 34,9 % |
| Thomas Maddock   |                                                                       | 2.194   | 19,4 % |
| Edward Robinson  |                                                                       | 563     | 5,0 %  |

### Illinois
| Kandidat           | Amt | Stimmen | Anteil |
| ------------------ | --- | ------- | ------ |
| Peter A. Waller    |     | 87.643  | 51,2 % |
| Robert Emmet Burke |     | 83.624  | 48,8 % |

| Kandidat               | Amt                             | Stimmen | Anteil |
| ---------------------- | ------------------------------- | ------- | ------ |
| William B. McKinley    | Kongressabgeordneter            | 372.530 | 46,6 % |
| Frank L. Smith         | Kongressabgeordneter            | 361.130 | 45,2 % |
| Burnett M. Chiperfield | Ehemaliger Kongressabgeordneter | 65.742  | 8,2 %  |

### Louisiana
| Kandidat             | Amt                                                         | Stimmen | Anteil |
| -------------------- | ----------------------------------------------------------- | ------- | ------ |
| Edwin S. Broussard   | Kandidat für das Amt des Vizegouverneurs 1916 (Progressive) | 49.718  | 45,7 % |
| Jared Y. Sanders     | Kongressabgeordneter, ehemaliger Gouverneur                 | 43.425  | 40,0 % |
| Donelson Caffery III | Kandidat für das Amt des Gouverneurs 1900 (Populist)        | 15.563  | 14,3 % |

### Kalifornien
| Kandidat             | Amt                                  | Stimmen | Anteil |
| -------------------- | ------------------------------------ | ------- | ------ |
| Samuel M. Shortridge | Kandidat in den Senatsvorwahlen 1914 | 132.165 | 40,4 % |
| William Kent         | Ehemaliger Kongressabgeordneter      | 110.269 | 33,7 % |
| Albert J. Wallace    | Ehemaliger Vizegouverneut            | 84.711  | 25,9 % |

### New York
| Kandidat        | Amt                                                            | Stimmen | Anteil |
| --------------- | -------------------------------------------------------------- | ------- | ------ |
| Harry C. Walker | Vizegouverneur                                                 | 109.995 | 71,3 % |
| George R. Lunn  | Bürgermeister von Schenectady, ehemaliger Kongressabgeordneter | 44.226  | 28,7 % |

| Kandidat                    | Amt                                               | Stimmen | Anteil |
| --------------------------- | ------------------------------------------------- | ------- | ------ |
| James Wolcott Wadsworth Jr. | Amtsinhaber                                       | 270.084 | 66,4 % |
| Ella A. Boole               |                                                   | 90.491  | 22,3 % |
| George Henry Payne          | Ehemaliger Wahlkampfleiter von Theodore Roosevelt | 46.039  | 11,3 % |

### South Carolina
| Kandidat           | Amt                | Stimmen | Anteil |
| ------------------ | ------------------ | ------- | ------ |
| Ellison D. Smith   | Amtsinhaber        | 57.423  | 48,7 % |
| George Warren      |                    | 36.317  | 30,8 % |
| William P. Pollock | Ehemaliger Senator | 15.678  | 13,3 % |
| W.C. Irby          |                    | 8.454   | 7,2 %  |

### Vermont
| Kandidat       | Amt | Stimmen | Anteil |
| -------------- | --- | ------- | ------ |
| Howard E. Shaw |     | 9.375   | 99,9 % |
| Sonstige       |     | 12      | 0,1 %  |

| Kandidat              | Amt         | Stimmen | Anteil |
| --------------------- | ----------- | ------- | ------ |
| William P. Dillingham | Amtsinhaber | 52.666  | 99,9 % |
| Sonstige              |             | 45      | 0,1 %  |